# TSV Rodenkirchen
Der TSV Rodenkirchen (offiziell: Turn- und Sportverein 06 Rodenkirchen e.V.) war ein Sportverein aus dem Kölner Stadtteil Rodenkirchen. Die erste Fußballmannschaft spielte ein Jahr in der höchsten mittelrheinischen Amateurliga.

## Geschichte
Im Jahre 1906 wurde der Turnverein Einigkeit Rodenkirchen als Abspaltung von Rodenkirchener Turnverein Gut-Heil gegründet. Zehn Jahre später gründete sich mit Borussia Rodenkirchen ein Fußballverein. Im Jahre 1920 fusionierten beide Vereine zum TSV 06 Rodenkirchen. Mitte der 1970er Jahre schloss sich die Fußballabteilung des SV Nordstern Köln dem TSV Rodenkirchen an. Nach dem Ende des Zweiten Weltkriegs schaffte der TSV 1948 nach zwei Aufstiegen in Folge den Aufstieg in die Rheinbezirksliga, die seinerzeit höchste Amateurliga am Mittelrhein. Trotz eines 3:3 gegen Bayer 04 Leverkusen stiegen die Rodenkirchener gleich wieder ab und mussten 1952 den Gang in die Kreisklasse antreten. Nach dem direkten Wiederaufstieg hielten sich die Rodenkirchener vier Jahre in der Bezirksklasse, ehe der erneute Abstieg folgte. Von 1977 bis 1982 spielte der TSV Rodenkirchen noch einmal in der Bezirksliga, ehe er sich auf Kreisebene verabschiedete. 

## Persönlichkeiten
- Massimo Cannizzaro
- Klaus-Peter Kirchrath
- Karl-Heinz Thielen

## Nachfolgeverein FC Rheinsüd Köln
Im Jahre 2010 fusionierte der TSV Rodenkirchen mit dem im Jahre 1925 gegründeten VfL Sürth zum FC Rheinsüd Köln. Der FC Rheinsüd übernahm dem Platz in der Kölner Kreisliga A und wurde dort vier Jahre später Vizemeister hinter Grün-Weiß Brauweiler. Damit stieg der Verein in die Bezirksliga auf. Dort erreichte die Mannschaft in den Jahren 2014 und 2015 jeweils den dritten und 2018 den vierten Platz.
Die Heimspiele werden auf der Bezirkssportanlage Sürther Feld ausgetragen. Der Ex-Profi Frank Agaciak wirkte als Jugend- und Torwarttrainer beim FC Rheinsüd, während der Sänger und Entertainer Giovanni Zarrella nebenbei als Spieler beim FC Rheinsüd aktiv war.